# جيف بولر
جيف بولر (بالإنجليزية: Jeff Bowler)‏ هو كاتب سيناريو ومنتج تلفزيوني ومنتج أفلام أمريكي، ولد في 10 سبتمبر 1975 في نيو إنجلاند في الولايات المتحدة.

## وصلات خارجية
- الموقع الرسمي
- جيف بولر على موقع IMDb (الإنجليزية)
- جيف بولر على موقع ألو سيني (الفرنسية)
- جيف بولر على موقع أول موفي (الإنجليزية)
- جيف بولر على موقع قاعدة بيانات الفيلم (الإنجليزية)
- جيف بولر على موقع كينوبويسك (الروسية)